# Peter Pieters
Peter Pieters (Zwanenburg, 2 de febrero de 1962) es un deportista neerlandés que compitió en ciclismo en las modalidades de pista, especialista en las pruebas de puntuación y ómnium, y ruta.
Ganó una medalla de bronce en el Campeonato Mundial de Ciclismo en Pista de 1991 y tres medallas en el Campeonato Europeo de Ómnium entre los años 1989 y 1996.
Su hermano Klaas y su hija Amy también compitieron en ciclismo.

## Medallero internacional
| Campeonato Mundial | Campeonato Mundial    | Campeonato Mundial | Campeonato Mundial |
| Año                | Lugar                 | Medalla            | Competición        |
| ------------------ | --------------------- | ------------------ | ------------------ |
| 1991               | Stuttgart ( Alemania) | Medalla de bronce  | Puntuación (P)     |
| Campeonato Europeo |                       |                    |                    |
| Año                | Lugar                 | Medalla            | Competición        |
| 1989               | Gante ( Bélgica)      | Medalla de plata   | Ómnium             |
| 1995               | Valencia ( España)    | Medalla de oro     | Ómnium             |
| 1996               | Moscú ( Rusia)        | Medalla de bronce  | Ómnium             |

1. 1 2 3  Campeonato Europeo realizado sólo para la disciplina de ómnium.